# 约纳斯·德赫斯
约纳斯·德赫斯（荷蘭語：Jonas de Geus，1998年4月29日—），荷兰男子曲棍球运动员。他曾代表荷兰参加2020年和2024年夏季奥林匹克运动会曲棍球比赛，其中2024年奥运会获得一枚金牌。